# 戴维·加尔万
何塞·戴维·加尔文·马丁内斯（西班牙語：José David Galván Martínez，1973年4月6日—），出生于科阿韋拉州，墨西哥男子长跑运动员，专项为5000米和10,000米。他曾获得1999年泛美运动会男子5000米金牌和2007年泛美运动会男子10000米金牌。